# Consorti dei sovrani di Salm

## Basso Salm

### Salm-Reifferscheid-Krautheim
| Immagine | Nome                                                  | Padre                                                                                     | Nascita           | Matrimonio       | Diventò consorte                 | Cessò di essere consorte          | Morte             | Consorte            |
| -------- | ----------------------------------------------------- | ----------------------------------------------------------------------------------------- | ----------------- | ---------------- | -------------------------------- | --------------------------------- | ----------------- | ------------------- |
|          | Principessa Francesca di Hohenlohe-Bartenstein        | Luigi Carlo Francesco Leopoldo, principe di Hohenlohe-Bartenstein (Hohenlohe-Bartenstein) | 7 dicembre 1770   | 15 novembre 1796 | 1804 marito elevato a Principe   | 17 gennaio 1812                   | 17 gennaio 1812   | Francesco Guglielmo |
|          | Principessa Marianne Dorothea Galitzina               | Prince Dmitri Alexeievich Galitzin (Golicyn)                                              | 7 dicembre 1769   | 2 maggio 1818    | 2 maggio 1818                    | 16 dicembre 1823                  | 16 dicembre 1823  | Francesco Guglielmo |
|          | Principessa Carlotta di Hohenlohe-Jagstberg           | Carlo Giuseppe, principe di Hohenlohe-Jagstberg (Hohenlohe-Jagstberg)                     | 2 settembre 1808  | 27 maggio 1826   | 14 maggio 1831 ascesa del marito | 10 febbraio 1856 morte del marito | 9 novembre 1873   | Costantino          |
|          | Contessa Anna di Thurn und Valsassina-Como-Vercelli   | Georg von Thurn und Valsassina                                                            | 19 settembre 1837 | 18 agosto 1862   | 18 agosto 1862                   | 12 settembre 1864                 | 12 settembre 1864 | Leopoldo            |
|          | Contessa Cristina di Spiegel zum Diesenberg-Hanxleden | Ferdinand, Graf von Spiegel zum Diesenberg-Hanxleden                                      | 18 maggio 1846    | 5 maggio 1866    | 5 maggio 1866                    | 16 maggio 1893 morte del marito   | 6 febbraio 1935   | Leopoldo            |
|          | Marie Dorothea von Bellegarde                         | Conte Franz von Bellegarde (Bellegarde)                                                   | 27 giugno 1873    | 28 aprile 1896   | 28 aprile 1896                   | 6 luglio 1924 morte del marito    | 1 febbraio 1945   | Alfredo             |
|          | Principessa Cecilia di Salm e Salm-Salm               | Emanuele, principe ereditario di Salm-Salm (Casato di Salm)                               | 8 marzo 1911      | 27 maggio 1930   | 27 maggio 1930                   | 13 giugno 1958 morte del marito   | 11 marzo 1991     | Francesco Giuseppe  |

### Salm-Reifferscheidt-Raitz

#### Contesse di Salm-Reifferscheidt-Raitz (1734 - 1790)
| Immagine | Nome                                                        | Padre                                                             | Nascita          | Matrimonio       | Diventò consorte | Cessò di essere consorte       | Morte             | Consorte       |
| -------- | ----------------------------------------------------------- | ----------------------------------------------------------------- | ---------------- | ---------------- | ---------------- | ------------------------------ | ----------------- | -------------- |
|          | Contessa Raffaella di Rogendorff                            | Conte Carlo Luigi Giuseppe di Rogendorff ()                       | 25 maggio 1718   | 1 settembre 1743 | 1 settembre 1743 | 5 aprile 1769 morte del marito | 4 settembre 1807  | Antonio        |
|          | Principessa Maria Francesca di Paola "Paolina" di Auersperg | Carlo Giuseppe di Auersperg, 5º principe di Auersperg (Auersperg) | 11 dicembre 1752 | 8 giugno 1775    | 8 giugno 1775    | 1790 marito elevato a Principe | 13 settembre 1791 | Carlo Giuseppe |

#### Principesse di Salm-Reifferscheidt-Raitz (1790 - oggi)
| Immagine | Nome                                                                   | Padre                                                                              | Nascita          | Matrimonio        | Diventò consorte                 | Cessò di essere consorte          | Morte             | Consorte       |
| -------- | ---------------------------------------------------------------------- | ---------------------------------------------------------------------------------- | ---------------- | ----------------- | -------------------------------- | --------------------------------- | ----------------- | -------------- |
|          | Principessa Maria Francesca di Paola "Paolina" di Auersperg            | Carlo Giuseppe di Auersperg, 5º principe di Auersperg (Auersperg)                  | 11 dicembre 1752 | 8 giugno 1775     | 1790 marito elevato a Principe   | 13 settembre 1791                 | 13 settembre 1791 | Carlo Giuseppe |
|          | Contessa Antonia Maria Paar                                            | Giovanni Venceslao, 2º principe Paar (Paar)                                        | 5 dicembre 1768  | 2 maggio 1792     | 2 maggio 1792                    | 16 giugno 1838 morte del marito   | 25 ottobre 1838   | Carlo Giuseppe |
|          | Altgravia Leopoldina di Salm-Reifferscheidt-Krautheim und Gerlachsheim | Francesco Guglielmo, 1º principe di Salm-Reifferscheidt-Krautheim (Casato di Salm) | 24 giugno 1805   | 6 settembre 1830  | 16 giugno 1838 ascesa del marito | 4 luglio 1878                     | 4 luglio 1878     | Ugo I          |
|          | Principessa Elisabetta del Liechtenstein                               | Principe Carlo Francesco del Liechtenstein (Von Liechtenstein)                     | 13 novembre 1832 | 12 giugno 1858    | 18 aprile 1888 ascesa del marito | 12 maggio 1890 morte del marito   | 14 marzo 1892     | Ugo II         |
|          | Contessa Eleonora di Sternberg                                         | Conte Leopoldo di Sternberg ( )                                                    | 8 gennaio 1873   | 31 agosto 1891    | 31 agosto 1891                   | 31 dicembre 1903 morte del marito | 3 ottobre 1960    | Ugo III        |
|          | Contessa Leopoldina di Mensdorff-Pouilly                               | Conte Alfonso di Mensdorff-Pouilly (Mensdorff-Pouilly)                             | 6 settembre 1895 | 23 novembre 1920  | 23 novembre 1920                 | 2 marzo 1946 morte del marito     | 30 marzo 1980     | Ugo IV         |
|          | Silvia-Gabrielle Scheid                                                | Dr. Ing. Hans Otto Scheid ( )                                                      | 28 maggio 1944   | 26 settembre 1970 | 26 settembre 1970                | 4 ottobre 1974 morte del marito   |                   | Ugo V          |

### Salm-Reifferscheid-Dyck

#### Contesse e principesse di Salm-Reifferscheid-Dyck (1639–1888)
| Immagine | Nome                                          | Padre                                                                 | Nascita           | Matrimonio       | Diventò consorte | Cessò di essere consorte        | Morte           | Consorte                     |
| -------- | --------------------------------------------- | --------------------------------------------------------------------- | ----------------- | ---------------- | ---------------- | ------------------------------- | --------------- | ---------------------------- |
|          | Contessa Clara Maddalena di Manderscheid      | Filippo Teodoro, conte Manderscheid in Kail (Manderscheid (famiglia)) | 1636              | 16 gennaio 1656  | 16 gennaio 1656  | 11 giugno 1684 morte del marito | 9 febbraio 1692 | Ernesto Salentino            |
|          | Principessa Anna Francesca di Thurn und Taxis | Eugenio Alessandro, 1º principe di Thurn und Taxis (Thurn und Taxis)  | 25 febbraio 1683  | 6 gennaio 1706   | 6 gennaio 1706   | 16 luglio 1727 morte del marito | 17 gennaio 1763 | Francesco Ernesto            |
|          | Contesse Sabine Marie de Merode-Montfort      | Comte Philippe François de Merode-Montfort (Casato di Mérode)         | 28 giugno 1714    | 4 settembre 1738 | 4 settembre 1738 | 5 ottobre 1767 morte del marito | 22 marzo 1772   | Augusto Eugenio Bernardo     |
|          | Contessa Augusta di Waldburg-Zeil-Wurzach     | Franz Ernst von Waldburg (Casato di Waldburg)                         | 11 settembre 1743 | 26 febbraio 1769 | 26 febbraio 1769 | 17 agosto 1775 morte del marito | 6 gennaio 1776  | Giovanni Francesco Guglielmo |
|          | Contessa Marie Therese zu Hatzfeld            | ( )                                                                   | 13 aprile 1776    | ottobre 1792     | ottobre 1792     | 1801 divorzio                   | 01 maggio 1838  | Giuseppe Francesco           |
|          | Constance de Théis                            | Marie-Alexandre de Theis ( )                                          | 7 settembre 1767  | 1803             | 1803             | 13 aprile 1845                  | 13 aprile 1845  | Giuseppe Francesco           |

## Alto Salm

### Salm-Horstmar

#### Principesse di Salm-Horstmar (1816-oggi)
| Immagine | Nome                                                 | Padre                                                              | Nascita          | Matrimonio        | Diventò consorte                  | Cessò di essere consorte         | Morte            | Consorte          |
| -------- | ---------------------------------------------------- | ------------------------------------------------------------------ | ---------------- | ----------------- | --------------------------------- | -------------------------------- | ---------------- | ----------------- |
|          | Contessa Elisabetta di Solms-Rödelheim und Assenheim | Vollrat, conte di Solms-Rödelheim und Assenheim (Solms (famiglia)) | 9 giugno 1806    | 5 ottobre 1826    | 5 ottobre 1826                    | 27 marzo 1865 morte del marito   | 5 febbraio 1885  | Federico          |
|          | Contessa Emilia di Lippe-Biesterfeld                 | Giulio di Lippe-Biesterfeld (Lippe)                                | 1 febbraio 1841  | 12 giugno 1864    | 27 marzo 1865 ascesa del marito   | 11 febbraio 1892                 | 11 febbraio 1892 | Ottone I          |
|          | Contessa Rosa di Solms-Baruth                        | Federico, 2º principe di Solms-Baruth (Solms-Baruth)               | 8 giugno 1884    | 10 settembre 1903 | 10 settembre 1903                 | 2 marzo 1941 morte del marito    | 12 giugno 1945   | Ottone II         |
|          | Contessa Maria Teresa di Castell-Castell             | Ottone Federico, conte di Castell-Castell (Castell (famiglia))     | 30 dicembre 1917 | 2 luglio 1937     | 2 marzo 1941 ascesa del marito    | 26 marzo 1979 divorzio           | 11 luglio 2002   | Filippo Francesco |
|          | Christa Pohl                                         | ( )                                                                | 10 marzo 1939    | 1 giugno 1979     | 1 giugno 1979                     | 8 novembre 1996 morte del marito |                  | Filippo Francesco |
|          | Katrin Sauter                                        | ( )                                                                | 24 febbraio 1942 | 30 settembre 1971 | 8 novembre 1996 ascesa del marito | in carica                        |                  | Filippo Ottone    |

### Salm-Kyrburg

#### Vilgravie e renegravie di Salm-Kyrburg (1499-1681)
| Immagine | Nome                                           | Padre                                                                | Nascita         | Matrimonio             | Diventò consorte                  | Cessò di essere consorte          | Morte                         | Consorte          |
| -------- | ---------------------------------------------- | -------------------------------------------------------------------- | --------------- | ---------------------- | --------------------------------- | --------------------------------- | ----------------------------- | ----------------- |
|          | Contessa Anna di Isenburg-Kelsterbach          | Filippo, conte di Ysenburg-Büdingen-Kelsterbach (Casato di Isenburg) | dopo il 1495    | 9 gennaio 1515         | 9 gennaio 1515                    | 11 dicembre 1531 morte del marito | 31 ottobre 1551/novembre 1557 | Giovanni VII      |
|          | Contessa Anna di Hohenlohe-Waldenburg          | Giorgio I di Hohenlohe-Waldenburg (Casato di Hohenlohe)              | 1520            | ?                      | ?                                 | ottobre 1548 morte del marito     | 17 marzo 1594                 | Giovanni VIII     |
|          | Contessa Ottilia di Nassau-Weilburg            | Filippo III di Nassau-Weilburg (Casato di Nassau                     | 27 luglio 1546  | 23 giugno 1567         | 23 giugno 1567                    | ?                                 | ?                             | Ottone I          |
|          | Contessa Dorotea di Solms-Laubach              | Giovanni Giorgio I di Solms-Laubach (Casato di Solms)                | 31 gennaio 1579 | 17 maggio 1607         | 7 giugno 1607 ascesa del marito   | 19 luglio 1631                    | 19 luglio 1631                | Giovanni Casimiro |
|          | Contessa Anna di Leiningen-Dagsburg-Hartenburg | Emico XII (Casato di Leiningen)                                      | 1599            | 1633                   | 1633                              | 4 febbraio 1651 morte del marito  | 1685                          | Giovanni Casimiro |
|          | Contessa Anna Elisabetta di Stolberg           | Giorgio Luigi di Stolberg in Ortenburg (Casato di Stolberg)          | 7 luglio 1611   | 19 febbraio 1638       | 4 febbraio 1651 ascesa del marito | 1671                              | 1671                          | Giorgio Federico  |
|          | Contessa Anna Elisabetta di Daun-Falkenstein   | Guglielmo Virico di Daun-Falkenstein (Casato di Daun                 | 1 gennaio 1636  | dopo il 19 luglio 1672 | dopo il 19 luglio 1672            | 3 agosto 1681                     | 4 giugno 1685                 | Giorgio Federico  |

#### Principesse di Salm-Kyrburg (1743-1905)
| Immagine | Nome                                           | Padre                                                               | Nascita         | Matrimonio       | Diventò consorte                | Cessò di essere consorte        | Morte            | Consorte         |
| -------- | ---------------------------------------------- | ------------------------------------------------------------------- | --------------- | ---------------- | ------------------------------- | ------------------------------- | ---------------- | ---------------- |
|          | Principessa Maria Teresa di Hornes             | Massimiliano Emanuele di Hornes (Casato di Horn)                    | 19 ottobre 1725 | 12 agosto 1742   | 1743 ascesa del marito          | 7 giugno 1779 morte del marito  | 19 giugno 1783   | Filippo Giuseppe |
|          | Giovanna Francesca di Hohenzollern-Sigmaringen | Carlo Federico di Hohenzollern-Sigmaringen (Casato di Hohenzollern) | 5 maggio 1765   | 29 novembre 1781 | 7 giugno 1779 ascesa del marito | 23 agosto 1790                  | 23 agosto 1790   | Federico III     |
|          | Cäcilie Prévôt                                 |                                                                     |                 | 11 gennaio 1815  | 11 gennaio 1815                 | 14 agosto 1859 morte del marito | 22 febbraio 1866 | Federico IV      |

### Salm-Dhaun
| Immagine | Nome                                                             | Padre                                                                                               | Nascita           | Matrimonio       | Diventò consorte                  | Cessò di essere consorte          | Morte             | Consorte            |
| -------- | ---------------------------------------------------------------- | --------------------------------------------------------------------------------------------------- | ----------------- | ---------------- | --------------------------------- | --------------------------------- | ----------------- | ------------------- |
|          | Antoinette de Neufchâte                                          | Ferdinand de Neufchâtel, Sire de Narnay, Montaigu                                                   |                   | 30 maggio 1514   | 30 maggio 1514                    | 27 agosto 1521 morte del marito   | 29 ottobre 1544   | Filippo             |
|          | Contessa Maria Egiziaca di Oettingen                             | Luigi XV di Oettingen (Casato di Oettingen)                                                         | 1519              | 27 gennaio 1539  | 27 gennaio 1539                   | 8 gennaio 1559                    | 8 gennaio 1559    | Filippo Francesco   |
|          | Diane de Dommartin-Fontenoy                                      | Louis de Dommartin-Fontenay, Baron de Fontenoy-le-Château                                           | 20 settembre 1552 | 1566             | 1566                              | 3 ottobre 1569 morte del marito   | 14 ottobre 1625   | Giovanni Filippo    |
|          | Contessa Francesca di Salm                                       | Giovanni VI di Salm (Casato di Salm)                                                                |                   |                  | 3 ottobre 1569 ascesa del marito  | 1574 ?                            | 22 maggio 1587    | Federico I          |
|          | Contessa Giuliana di Nassau-Dillenburg                           | Giovanni VI di Nassau-Dillenburg (Casato di Nassau)                                                 | 6 ottobre 1565    | 24 aprile 1588   | 24 aprile 1588                    | 20 febbraio 1606 morte del marito | 4 ottobre 1630    | Adolfo Enrico       |
|          | Contessa Elisabetta di Solms-Braunfels                           | Giovanni Alberto I di Solms-Braunfels (Casato di Solms)                                             | 8 ottobre 1593    | 1616             | 1616                              | 6 febbraio 1636                   | 6 febbraio 1636   | Volfango Federico   |
|          | Contessa Giovanna di Hanau-Münzenberg                            | Conte Alberto di Hanau-Münzenberg-Schwarzenfels (Casato di Hanau)                                   | 1610              | settembre 1637   | settembre 1637                    | 24 dicembre 1638 morte del marito | 13 settembre 1673 | Volfango Federico   |
|          | Contessa Elisabetta di Salm, vilgravia e renegravia di Neufville | Giovanni Giorgio, conte di Salm, vilgravio e renegravio di Neufville in Vinstingen (Casato di Salm) | 1620              | 30 ottobre 1643  | 30 ottobre 1643                   | 1673                              | 1673              | Giovanni Luigi      |
|          | Contessa Eva Dorotea di Hohenlohe-Waldenburg                     | Filippo Enrico, conte di Hohenlohe-Waldenburg (Casato di Hohenlohe)                                 | 3 febbraio 1624   | 31 agosto 1649   | 31 agosto 1649                    | 6 novembre 1673                   | 5 febbraio 1678   | Giovanni Luigi      |
|          | Anna Caterina di Nassau-Ottweiler                                | Giovanni Luigi di Nassau-Ottweiler (Casato di Nassau)                                               | 31 gennaio 1653   | 11 novembre 1671 | 6 novembre 1673 ascesa del marito | 26 giugno 1693                    | 11 novembre 1671  | Giovanni Filippo II |
|          | Luisa di Nassau-Ottweiler                                        | Federico Luigi di Nassau-Ottweiler (Casato di Nassau)                                               | 17 dicembre 1686  | 19 gennaio 1704  | 19 gennaio 1704                   | 26 marzo 1733                     | 16 aprile 1773    | Carlo               |

### Salm e Salm-Salm

#### Contesse di Salm e Salm-Salm (1574-1739)
| Immagine | Nome                                                    | Padre                                                         | Nascita          | Matrimonio       | Diventò consorte                   | Cessò di essere consorte          | Morte             | Consorte               |
| -------- | ------------------------------------------------------- | ------------------------------------------------------------- | ---------------- | ---------------- | ---------------------------------- | --------------------------------- | ----------------- | ---------------------- |
|          | Contessa Francesca di Salm                              | Giovanni VI di Salm (Casato di Salm)                          |                  |                  |                                    | 22 maggio 1587                    | 22 maggio 1587    | Federico I             |
|          | Contessa Anna Amalia di Nassau-Weilburg                 | Filippo III di Nassau-Weilburg (Casato di Nassau)             | 26 luglio 1549   | 1588             | 1588                               | 7 gennaio 1598                    | 7 gennaio 1598    | Federico I             |
|          | Contessa Sibilla Giuliana di Isenburg-Büdingen-Birstein | Filippo II di Isenburg-Büdingen-Birstein (Casato di Isenburg) | 29 gennaio 1574  | 25 giugno 1598   | 25 giugno 1598                     | 2 maggio 1604                     | 2 maggio 1604     | Federico I             |
|          | Contessa Anna Amalia di Erbach                          | Giorgio III di Erbach-Breuberg (Casato di Erbach)             | 10 giugno 1577   | 21 ottobre 1604  | 21 ottobre 1604                    | 26 ottobre 1608                   | 1630              | Federico I             |
|          | Cristina di Croÿ                                        | Charles Philippe de Croÿ, marchese di Havré (Casato di Croÿ)  | c.1591           | 15 febbraio 1616 | 15 febbraio 1616                   | 17 gennaio 1634                   | 17 gennaio 1634   | Filippo Ottone         |
|          | Contessa Maria Anna di Bronckhorst-Batenburg            | Dirk IV di Bronckhorst-Batenburg (Bronkhorst)                 | 4 maggio 1624    | 22 ottobre 1641  | 22 ottobre 1641                    | 15 dicembre 1663 morte del marito | 16 ottobre 1681   | Leopoldo Filippo Carlo |
|          | Contessa Godofreda Maria Anna Huyn von Geelen           |                                                               | 25 febbraio 1646 | 1664/1665        | 1664/1665                          | 29 settembre 1667                 | 29 settembre 1667 | Carlo Teodoro          |
|          | Contessa palatina Luisa Maria di Simmern                | Edoardo, conte palatino di Simmern (Casato di Wittelsbach)    | 23 luglio 1647   | 20 marzo 1671    | 20 marzo 1671                      | 11 marzo 1679                     | 11 marzo 1679     | Carlo Teodoro          |
|          | Principessa Albertina Giovanna di Nassau-Hadamar        | Maurizio Enrico di Nassau-Hadamar (Casato di Nassau)          | 6 luglio 1679    | 20 luglio 1700   | 10 novembre 1710 ascesa del marito | 24 aprile 1716                    | 24 aprile 1716    | Luigi Ottone           |

#### Principesse di Salm-Salm (1739-oggi)
| Immagine | Nome                                                           | Padre                                                                                        | Nascita          | Matrimonio       | Diventò consorte                   | Cessò di essere consorte         | Morte            | Consorte               |
| -------- | -------------------------------------------------------------- | -------------------------------------------------------------------------------------------- | ---------------- | ---------------- | ---------------------------------- | -------------------------------- | ---------------- | ---------------------- |
|          | Principessa Dorotea di Salm                                    | Luigi Ottone, principe di Salm (Casato di Salm)                                              | 21 gennaio 1702  | 25 marzo 1719    | 1739 marito creato Principe        | 25 gennaio 1751                  | 25 gennaio 1751  | Nicola Leopoldo        |
|          | Principessa Cristina di Salm                                   | Luigi Ottone, principe di Salm (Casato di Salm)                                              | 29 aprile 1707   | 12 luglio 1753   | 12 luglio 1753                     | 4 febbraio 1770 morte del marito | 19 agosto 1775   | Nicola Leopoldo        |
|          | Contessa Maria Anna Felicita von Horion                        | Conte Gerardo von Horion                                                                     | 12 maggio 1743   | 30 ottobre 1775  | 30 ottobre 1775                    | 29 luglio 1778                   | 9 maggio 1800    | Luigi Ottone Carlo     |
|          | Principessa Vittoria Felicita di Löwenstein-Wertheim-Rochefort | Principe Teodoro Alessandro di Löwenstein-Wertheim-Rochefort (Casato di Löwenstein-Wertheim) | 2 gennaio 1769   | 31 dicembre 1782 | 31 dicembre 1782                   | 29 novembre 1786                 | 29 novembre 1786 | Costantino             |
|          | Contessa Maria Valpurga di Sternberg-Manderscheid              | Conte Cristiano di Sternberg (Casato di Sternberg)                                           | 11 maggio 1770   | 4 febbraio 1788  | 4 febbraio 1788                    | 16 giugno 1806                   | 16 giugno 1806   | Costantino             |
|          | Flaminia Rossi (o de Rossi o di Rossi)                         | Nicolò de Rossi                                                                              | 21 luglio 1795   | 21 luglio 1810   | 25 febbraio 1828 ascesa del marito | 20 dicembre 1840                 | 20 dicembre 1840 | Fiorentino             |
|          | Principessa Augusta di Croÿ                                    | Principe Ferdinando Vittorio Filippo di Croÿ (Casato di Croÿ)                                | 7 agosto 1815    | 13 giugno 1836   | 2 agosto 1846 ascesa del marito    | 10 marzo 1886                    | 10 marzo 1886    | Alfredo Costantino     |
|          | Principessa Eleonora di Croÿ                                   | Principe Alessio di Croÿ (Casato di Croÿ)                                                    | 13 maggio 1855   | 12 luglio 1893   | 12 luglio 1893                     | 20 marzo 1904                    | 20 marzo 1904    | Nicola Leopoldo        |
|          | Contessa Rosa di Lützow                                        | Conte Francesco Giuseppe di Lützow (Casato di Lützow)                                        | 31 marzo 1850    | 18 ottobre 1869  | 16 febbraio 1908                   | 20 aprile 1923 morte del marito  | 5 febbraio 1927  | Alfredo Ferdinando     |
|          | Principessa Ida di Wrede                                       | Carlo Filippo, IV principe di Wrede (Casato di Wrede)                                        | 26 febbraio 1909 | 19 luglio 1928   | 19 luglio 1928                     | 6 luglio 1948 divorzio           | 25 ottobre 1998  | Nicola Leopoldo Enrico |
|          | Eleonore von Zitzewitz                                         | Wilhelm-Siegfried von Zitzewitz (Zitzewitz)                                                  | 24 novembre 1919 | 19 ottobre 1950  | 19 ottobre 1950                    | 1961 divorzio                    | 16 febbraio 2011 | Nicola Leopoldo Enrico |
|          | Maria Moret                                                    | Leon Moret                                                                                   | 23 giugno 1930   | 23 marzo 1962    | 23 marzo 1962                      | 6 giugno 1972 divorzio           | 8 gennaio 1982   | Nicola Leopoldo Enrico |
|          | Christiane Kostecki                                            | Kurt Kostecki                                                                                | 8 maggio 1958    | 19 aprile 1984   | 19 aprile 1984                     | 15 gennaio 1988 morte del marito | -                | Nicola Leopoldo Enrico |
|          | Elisabeth Frisch                                               |                                                                                              | 12 febbraio 1951 | 1993             | 1993                               |                                  |                  | Carlo Filippo          |